# Hallaquita
La hallaquita  o bollitos es una masa de maíz precocida o de jojoto (elote) envuelta en hojas de maíz o plátano, que a veces se mezcla con chicharrones o carne de cerdo o res. Es uno de los acompañantes más comunes de la gastronomía venezolana. Generalmente se consumen con pollo en brasas o carne asada a la parrilla.

## Etimología
El nombre de hallaquita proviene del hecho de que se cocina envuelta en hojas igual que la hallaca navideña, mas a diferencia de aquella, esta se envuelve en farfollas de maíz en lugar de hojas de plátano y no lleva ningún tipo de relleno.

## Elaboración
Se elabora con masa de harina de maíz precocida a la cual se le añade aceite vegetal o manteca de cerdo para darle mayor suavidad. Luego, se envuelve en hojas de maíz y se ata con tiras de la misma hoja de maíz. Finalmente se echan en abundante agua hirviendo y se cocinan por unos 20 o 25 minutos.

## Variantes
- Hallaquita de chicharrón: Se mezclan chicharrones triturados con la masa.
- Hallaquita aliñada: Se mezcla con la masa un sofrito (hogao) compuesto de tomate, pimiento, cebolla y ajo.
- Hallaquita de jojoto: Se elabora la masa con maíz tierno (la misma masa de la elaboración de cachapas). Por esta razón reciben el nombre de "cachapas de hoja".

## Cultura popular
Existe una expresión muy popular entre los venezolanos que reza: parece una hallaquita mal amarrada, que denota el hecho de que una persona se viste con una indumentaria de una talla inferior a la suya.[cita requerida]